# Pontlevoy
Pontlevoy è un comune francese di 1 701 abitanti situato nel dipartimento del Loir-et-Cher nella regione del Centro-Valle della Loira.

## Storia

### Simboli
Stemma
I pastorali fanno riferimento alla locale abbazia benedettina della Congregazione di San Mauro.

## Società

### Evoluzione demografica
Abitanti censiti

## Amministrazione

### Gemellaggi
- È gemellato con Gignod nella regione italiana della Valle d'Aosta.

## Monumenti e luoghi d'interesse
- Castello di Gué-Péan
- Abbazia di Pontlevoy, fondata nel 1034